# Aspila perigeoides
Aspila perigeoides är en fjärilsart som beskrevs av Moore 1881. Aspila perigeoides ingår i släktet Aspila och familjen nattflyn. Inga underarter finns listade i Catalogue of Life.